# Penelopognathus
Penelopognathus („čelist divoké kachny“) byl rod iguanodontního dinosaura ze spodnokřídového období. Fosilie tohoto býložravého ptakopánvého dinosaura byly formálně popsány v roce 2005 z Mongolska (souvrství Bajn-Gobi). Typový a jediný dosud známý druh je P. weishampeli. Šlo o vývojově pokročilého hadrosauroida, který možná patřil k ancestrální linii pozdějších hadrosauridů (kachnozobých dinosaurů). Objevena byla jen fragmentární pravá čelist, která dala dinosaurovi jeho rodové jméno. Podle odhadů dosahovali zástupci tohoto druhu délky asi 6,1 metru.